# Szybki tramwaj w Wołgogradzie
Szybki tramwaj w Wołgogradzie (ros. Волгогра́дский скоростно́й трамва́й) – linia szybkiego tramwaju licząca 22 przystanki działająca w mieście Wołgograd, całkowita długość linii wynosi 17,3 km, w tym 7,1 km linii i 6 stacji znajduje się w centrum miasta (Płoszczad Lenina, Komsomolskaja, Pionierskaja, Profsojuznaja, TJuZ, Jelszanka). Odcinek ten położony jest pod ziemią i ma cechy metra. Naziemny odcinek został przebudowany z linii zwykłego tramwaju tak, by mogły nim bezkolizyjnie jeździć wagony szybkiego tramwaju.
Gazeta Forbes umiejscowiła szybki tramwaj w Wołgogradzie na 5 z 12 miejsc najbardziej interesujących linii tramwajowych na świecie.

## Stacje
| Nazwa stacji                           | Nazwa oryginalna                     | Typ           |
| Traktornyj zawod                       | Тракторный завод (ВГТЗ)              | naziemna      |
| Chliebozawod                           | Хлебозавод                           | naziemna      |
| Wodootstoj                             | Водоотстой                           | naziemna      |
| Bolnica Ilicza                         | Больница Ильича                      | naziemna      |
| Barrikady                              | Баррикады                            | naziemna      |
| 31. szkoła                             | 31-я школа                           | naziemna      |
| Stadion Monolit                        | Стадион «Монолит»                    | naziemna      |
| Zawod «Krasnyj Oktiabr»                | Завод «Красный Октябрь»              | naziemna      |
| Ulica imieni 39-j gwardiejskoj dywizji | Улица имени 39-й гвардейской дивизии | naziemna      |
| Płoszczad´ Wozrożdienija               | Площадь Возрождения                  | naziemna      |
| Dworec sporta                          | Дворец спорта                        | naziemna      |
| Mamajew kurgan                         | Мамаев курган                        | naziemna      |
| Centralnyj stadion                     | Центральный стадион                  | naziemna      |
| Centralnyj park kultury i otdycha      | Центральный парк культуры и отдыха   | naziemna      |
| Jewropa                                | Европа                               | naziemna      |
| Płoszczad´ Lenina                      | Площадь Ленина                       | podziemna     |
| Komsomolskaja                          | Комсомольская                        | podziemna     |
| Pionierskaja                           | Пионерская                           | na estakadzie |
| Płoszczad´ Czekistow                   | Площадь Чекистов                     | naziemna      |
| Profsojuznaja                          | Профсоюзная                          | podziemna     |
| TJuZ                                   | ТЮЗ                                  | podziemna     |
| Jelszanka                              | Ельшанка                             | podziemna     |

## Galeria

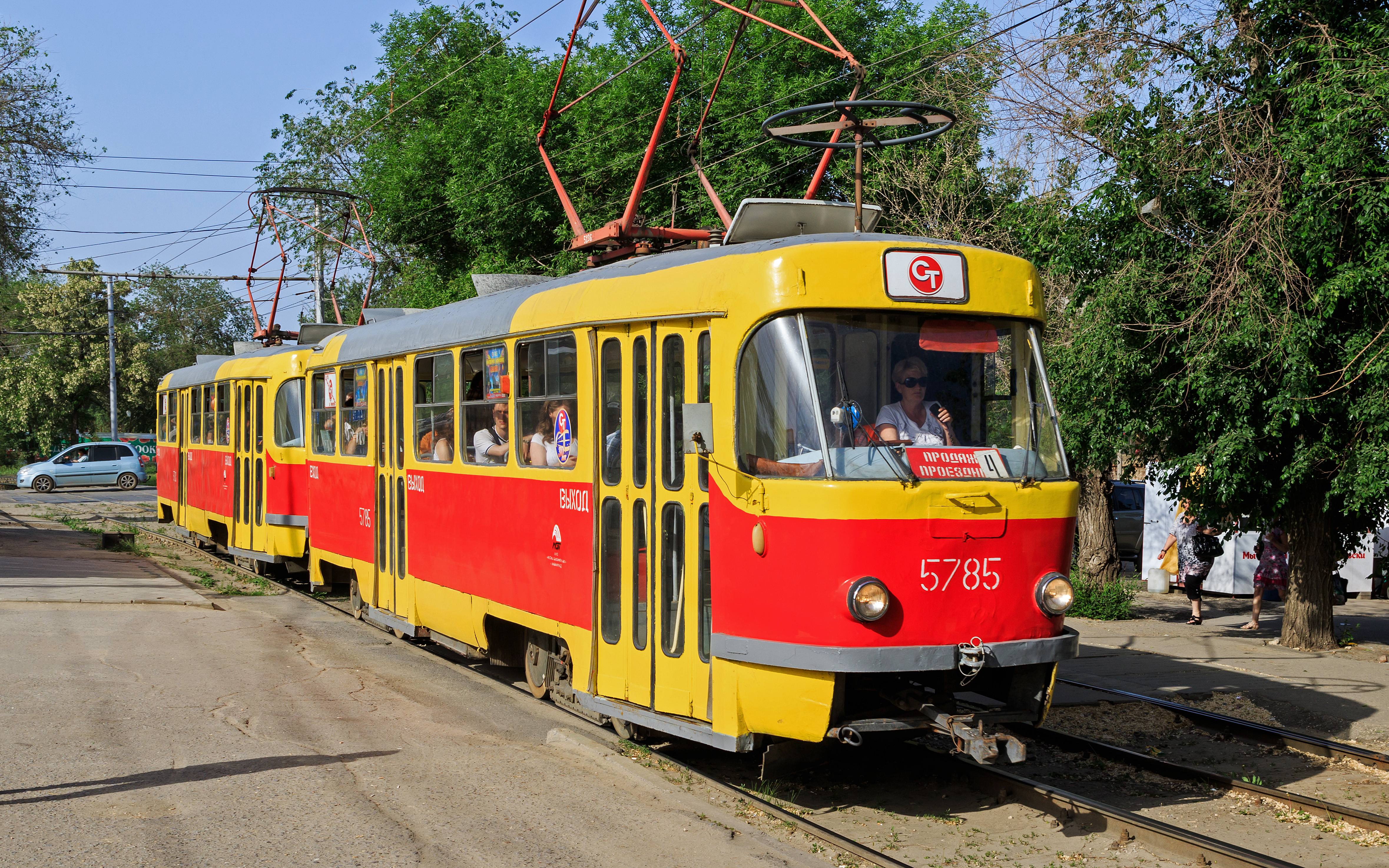
Stacja Mamajew Kurgan
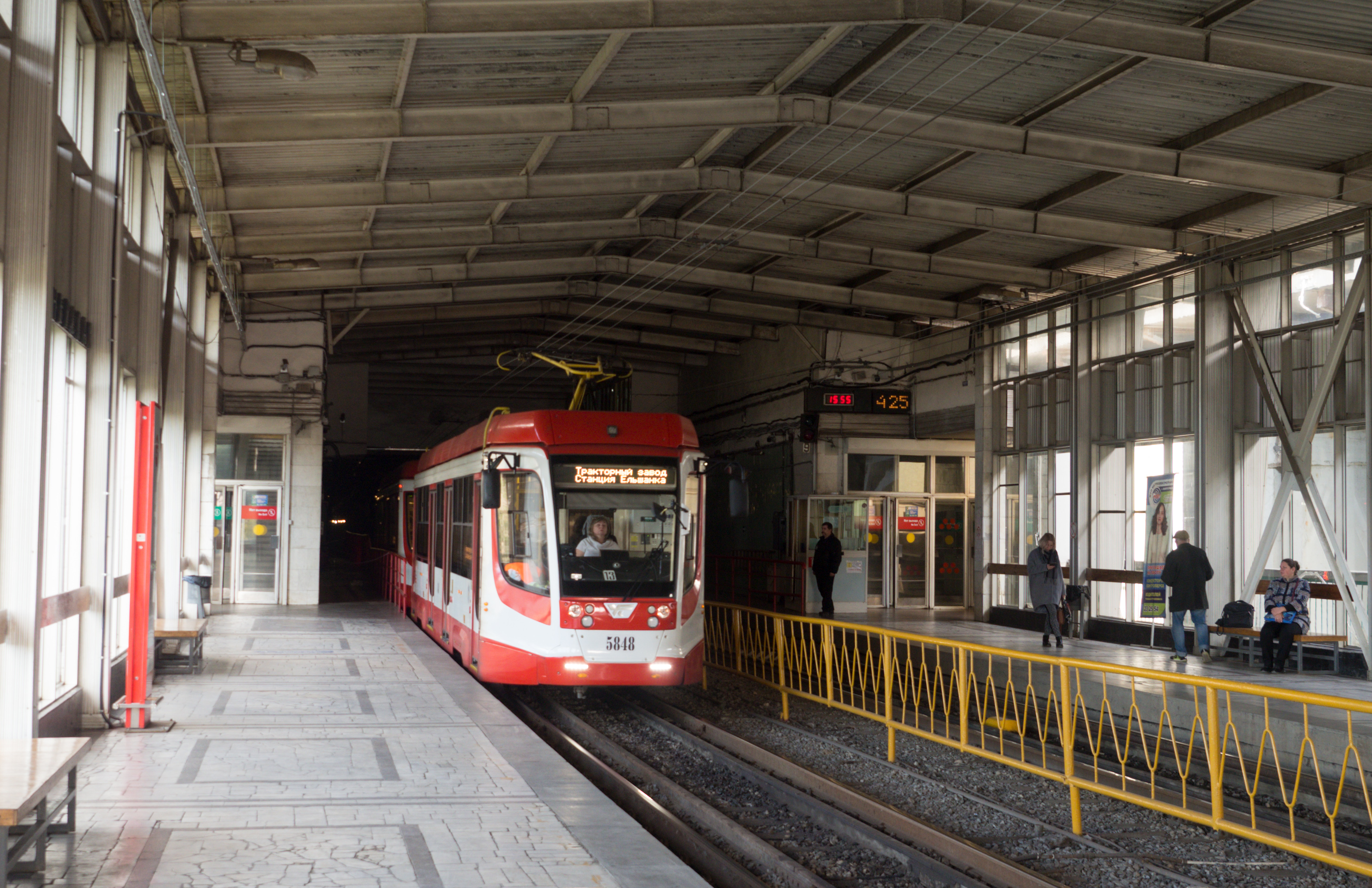
Stacja Pionierskaja
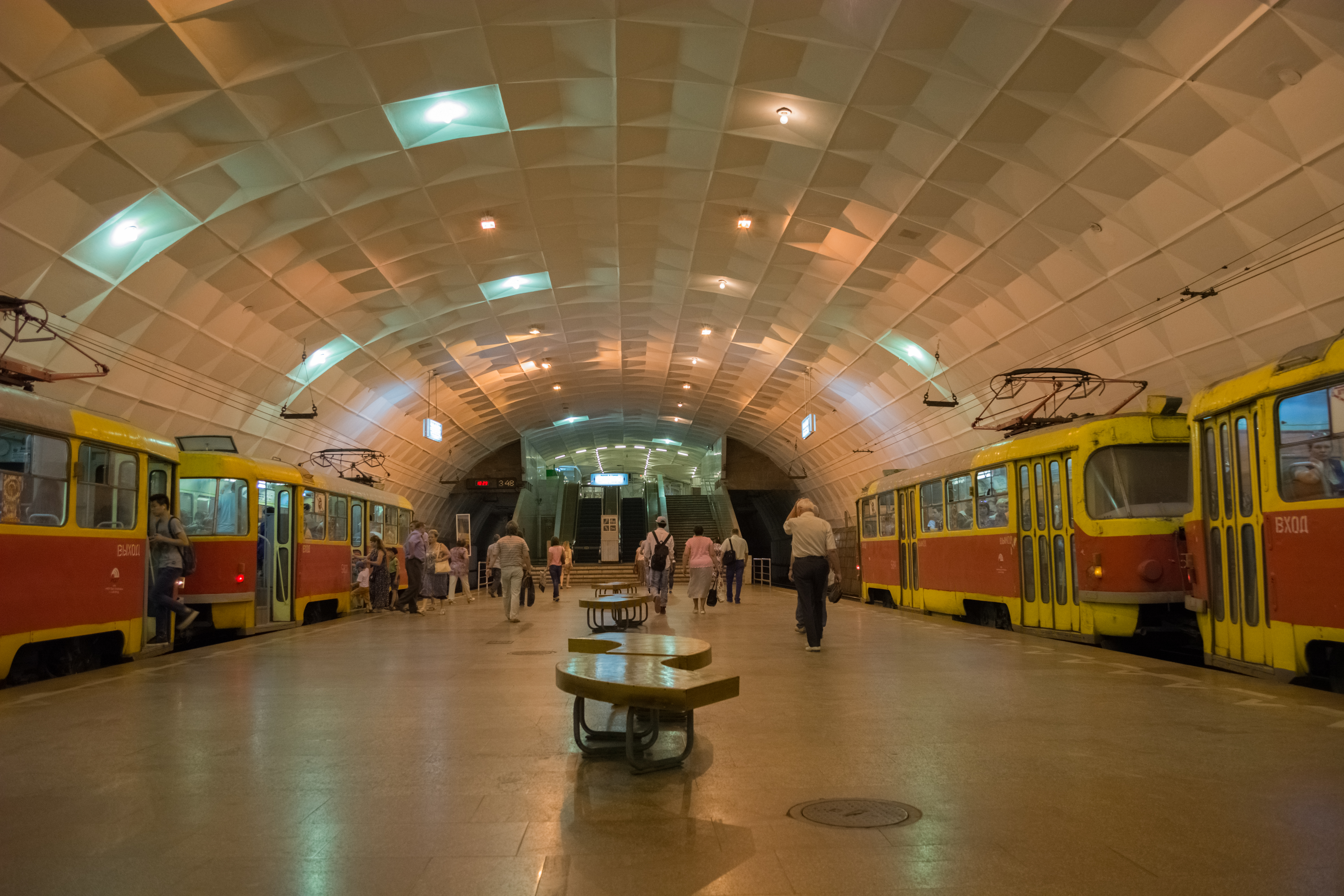
Stacja Płoszczad´ Lenina
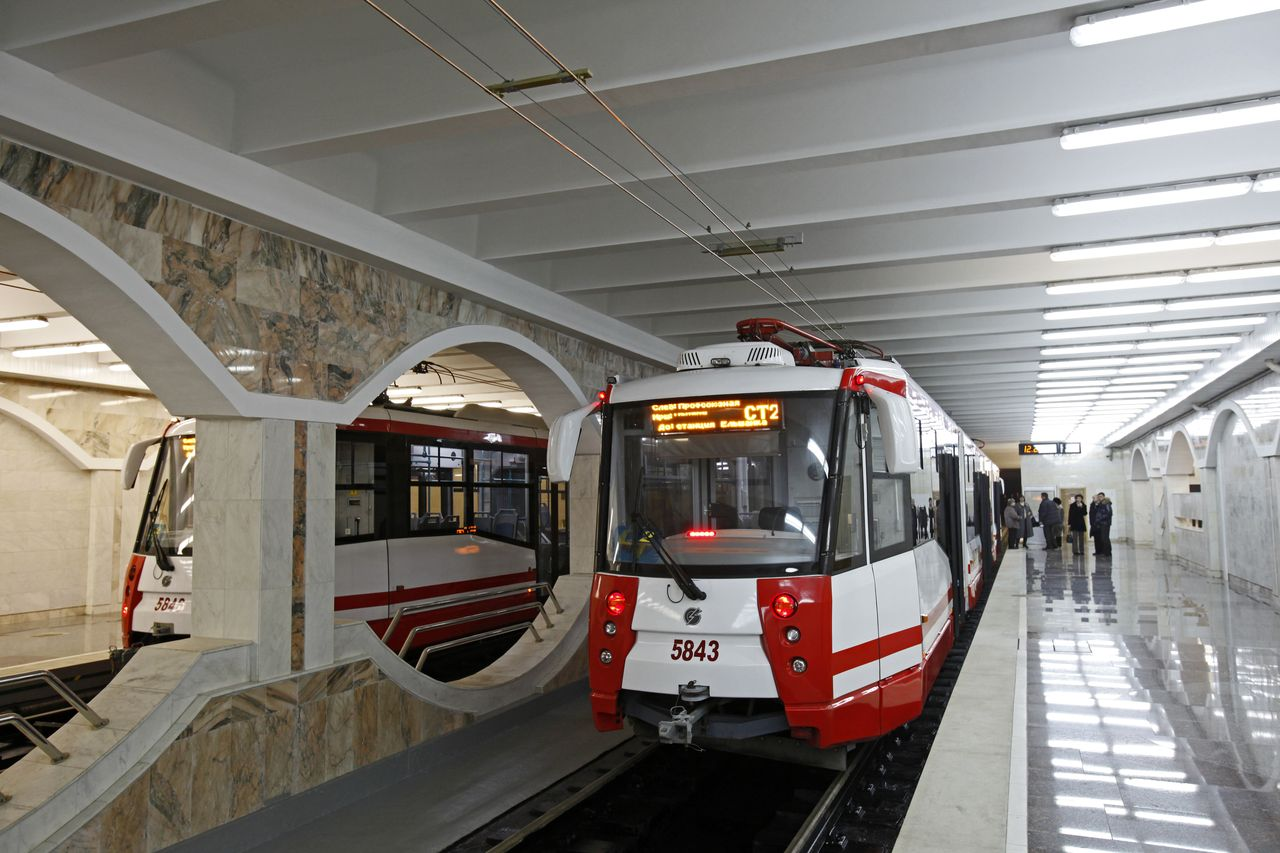
Stacja Jelszanka